# Patoka (Illinois)
Patoka ist eine Gemeinde im Marion County im US-Bundesstaat Illinois. Das U.S. Census Bureau hat bei der Volkszählung 2020 eine Einwohnerzahl von 525 ermittelt. Der Ort wurde am 4. Juli 1854 von James Clark gegründet. International bekannt wurde der Ort durch die riesigen Öllager, die sich zwischen der Ortschaft und Vernon, Illinois befinden. In diesen Lagern wird das Öl von verschiedenen Pipeline Projekten zwischengelagert, bzw. soll zwischengelagert werden, z. B. von der Dakota Access Pipeline oder der Keystone-Pipeline.

## Söhne und Töchter der Stadt
- James Wickersham (1857–1939), Politiker